# ストライクウィッチーズ 秘め歌コレクション
「ストライクウィッチーズ 秘め歌コレクション」は、テレビアニメ『ストライクウィッチーズ』のキャラクターソングアルバム。2009年3月18日から4月15日までコロムビアミュージックエンタテインメントから発売された。

## 概要
計5枚がリリースされた。
11人のキャラクターを各2～3人のグループに分割し（主人公である宮藤芳佳のみ2回登場）、単独でのキャラクターソング1曲、登場キャラクター全員による合唱2曲（うち1曲は1944年当時を意識したカバー曲）に加え、各キャラ単独の「ブックマーク ア・ヘッド」（『ストライクウィッチーズ』エンディングテーマ曲）とミニドラマが収録されている。 
ジャケットには、2人あるいは3人でマイクを持って歌っている様子が描かれている。

## リリース一覧

### 1 芳佳&美緒
歌は、宮藤芳佳（福圓美里）と坂本美緒（千葉紗子）。2009年3月18日発売。
1. 前略、一番会いたい人へ。 [4:40]
  - 作詞・作曲・編曲：三浦誠司
  - 歌：宮藤芳佳（福圓美里）
2. 秘め歌トーク1 [2:22]
  - 台詞：宮藤芳佳（福圓美里）&坂本美緒（千葉紗子）
3. falcon eyes（たかのめ） [4:40]
  - 作詞：只野菜摘
  - 作曲・編曲：橋本由香利
  - 歌：坂本美緒（千葉紗子）
4. 秘め歌トーク2 [3:03]
  - 台詞：宮藤芳佳（福圓美里）&坂本美緒（千葉紗子）
5. ブックマーク ア・ヘッド [4:40]
  - 作詞：只野菜摘
  - 作曲・編曲：橋本由香利
  - 歌：坂本美緒（千葉紗子）
6. 冗談CM [0:34]
  - 台詞：宮藤芳佳（福圓美里）&坂本美緒（千葉紗子）
7. ブックマーク ア・ヘッド [4:05]
  - 作詞：只野菜摘
  - 作曲・編曲：橋本由香利
  - 歌：宮藤芳佳（福圓美里）
8. 秘め歌トーク3 [5:42]
  - 台詞：宮藤芳佳（福圓美里）&坂本美緒（千葉紗子）
9. プリズマティック主義 [4:44]
  - 作詞：辻純更
  - 作曲：Funta7
  - 編曲：梅堀淳
  - 歌：宮藤芳佳（福圓美里）&坂本美緒（千葉紗子）
10. 秘め歌トーク4 [2:46]
  - 台詞：宮藤芳佳（福圓美里）&坂本美緒（千葉紗子）
11. 旅愁 [4:12]
  - 作詞：鈴木貴昭
  - 作曲：ジョン・P・オードウェイ
  - 編曲：長谷川智樹
  - 歌：坂本美緒（千葉紗子）&宮藤芳佳（福圓美里）
12. 秘め歌トーク5 [0:48]
  - 台詞：宮藤芳佳（福圓美里）&坂本美緒（千葉紗子）

### 2 サーニャ&エイラ
歌は、サーニャ・V・リトヴャク（門脇舞以）とエイラ・イルマタル・ユーティライネン（仲井絵里香）。2009年3月18日発売。
ジャケットには、サーニャ・V・リトヴャクがピアノを弾きながらエイラ・イルマタル・ユーティライネンと2人で歌っているイラストが描かれている。
3曲目（TRACK 5）に収録されている“Sweet Duet”は、後に“New Version”と銘打ったアレンジバージョンが作成され、テレビアニメ第2期第6話の挿入歌として使用された。この“New Version”は後に発売された『ストライクウィッチーズ2 オリジナル・サウンドトラック』に収録されている。
1. ブックマーク ア・ヘッド [4:05]
  - 作詞：只野菜摘
  - 作曲・編曲：橋本由香利
  - 歌：エイラ・イルマタル・ユーティライネン（仲井絵里香）
2. 秘め歌トーク1 [3:39]
  - 台詞：サーニャ・V・リトヴャク（門脇舞以）&エイラ・イルマタル・ユーティライネン（仲井絵里香）
3. twinkle star [4:35]
  - 作詞：yura
  - 作曲・編曲：川田瑠夏
  - 歌：サーニャ・V・リトヴャク（門脇舞以）
4. 秘め歌トーク2 [1:16]
  - 台詞：サーニャ・V・リトヴャク（門脇舞以）&エイラ・イルマタル・ユーティライネン（仲井絵里香）
5. Sweet Duet [4:15]
  - 作詞：三浦誠司
  - 作曲・編曲：Funta7
  - 歌：サーニャ・V・リトヴャク（門脇舞以）&エイラ・イルマタル・ユーティライネン（仲井絵里香）
6. 秘め歌トーク3 [1:51]
  - 台詞：サーニャ・V・リトヴャク（門脇舞以）&エイラ・イルマタル・ユーティライネン（仲井絵里香）
7. GOOD MORNING!! [2:58]
  - 作詞：yura
  - 作曲・編曲：川田瑠夏
  - 歌：エイラ・イルマタル・ユーティライネン（仲井絵里香）
8. 秘め歌トーク4 [2:02]
  - 台詞：サーニャ・V・リトヴャク（門脇舞以）&エイラ・イルマタル・ユーティライネン（仲井絵里香）
9. 黒い瞳 [3:59]
  - 作詞：鈴木貴昭
  - ロシア民謡
  - 編曲：長谷川智樹
  - 歌：エイラ・イルマタル・ユーティライネン（仲井絵里香）&サーニャ・V・リトヴャク（門脇舞以）
10. 秘め歌トーク5 [4:27]
  - 台詞：サーニャ・V・リトヴャク（門脇舞以）&エイラ・イルマタル・ユーティライネン（仲井絵里香）
11. ブックマーク ア・ヘッド [4:04]
  - 作詞：只野菜摘
  - 作曲・編曲：橋本由香利
  - 歌：サーニャ・V・リトヴャク（門脇舞以）
12. 秘め歌トーク6 [1:58]
  - 台詞：サーニャ・V・リトヴャク（門脇舞以）&エイラ・イルマタル・ユーティライネン（仲井絵里香）

### 3 ミーナ&エーリカ&ゲルトルート
歌は、ミーナ・ディートリンデ・ヴィルケ（田中理恵）とエーリカ・ハルトマン（野川さくら）とゲルトルート・バルクホルン（園崎未恵）。2009年4月1日発売。
1. 秘め歌トーク1 [3:14]
  - 台詞：ミーナ・ディートリンデ・ヴィルケ（田中理恵）&エーリカ・ハルトマン（野川さくら）&ゲルトルート・バルクホルン（園崎未恵）
2. 2 hundred over [3:30]
  - 作詞：只野菜摘
  - 作曲・編曲：R・O・N
  - 歌：エーリカ・ハルトマン（野川さくら）
3. 秘め歌トーク2 [1:49]
  - 台詞：ミーナ・ディートリンデ・ヴィルケ（田中理恵）&エーリカ・ハルトマン（野川さくら）&ゲルトルート・バルクホルン（園崎未恵）
4. 時 [4:54]
  - 作詞・作曲：三浦誠司
  - 編曲：宮原恵太
  - 歌：ミーナ・ディートリンデ・ヴィルケ（田中理恵）
5. 秘め歌トーク3 [2:59]
  - 台詞：ミーナ・ディートリンデ・ヴィルケ（田中理恵）&エーリカ・ハルトマン（野川さくら）&ゲルトルート・バルクホルン（園崎未恵）
6. Film 〜続編のヒロイン〜 [5:37]
  - 作詞：三浦誠司
  - 作曲・編曲：松田信男
  - 歌：ゲルトルート・バルクホルン（園崎未恵）
7. 秘め歌トーク4 [1:16]
  - 台詞：ミーナ・ディートリンデ・ヴィルケ（田中理恵）&エーリカ・ハルトマン（野川さくら）&ゲルトルート・バルクホルン（園崎未恵）
8. ダンケシェン・ウィッチーズ [4:05]
  - 作詞：只野菜摘
  - 作曲・編曲：橋本由香利
  - 歌：エーリカ・ハルトマン（野川さくら）&ゲルトルート・バルクホルン（園崎未恵）&ミーナ・ディートリンデ・ヴィルケ（田中理恵）
9. 秘め歌トーク5 [2:11]
  - 台詞：ミーナ・ディートリンデ・ヴィルケ（田中理恵）&エーリカ・ハルトマン（野川さくら）&ゲルトルート・バルクホルン（園崎未恵）
10. 勝利せよ！ウィッチーズ [3:03]
  - 作詞：鈴木貴昭
  - 作曲：ロベルト・キュッセル
  - 編曲：鈴木智文
  - 歌：ミーナ・ディートリンデ・ヴィルケ（田中理恵）&エーリカ・ハルトマン（野川さくら）&ゲルトルート・バルクホルン（園崎未恵）
11. 秘め歌トーク6 [2:23]
  - 台詞：ミーナ・ディートリンデ・ヴィルケ（田中理恵）&エーリカ・ハルトマン（野川さくら）&ゲルトルート・バルクホルン（園崎未恵）
12. ブックマーク ア・ヘッド [4:05]
  - 作詞：只野菜摘
  - 作曲・編曲：橋本由香利
  - 歌：ゲルトルート・バルクホルン（園崎未恵）
13. ブックマーク ア・ヘッド [4:05]
  - 作詞：只野菜摘
  - 作曲・編曲：橋本由香利
  - 歌：エーリカ・ハルトマン（野川さくら）
14. ブックマーク ア・ヘッド [4:05]
  - 作詞：只野菜摘
  - 作曲・編曲：橋本由香利
  - 歌：ミーナ・ディートリンデ・ヴィルケ（田中理恵）

### 4 芳佳&リネット&ペリーヌ
歌は、宮藤芳佳（福圓美里）とリネット・ビショップ（名塚佳織）とペリーヌ・クロステルマン（沢城みゆき）。2009年4月15日発売。
1. 秘め歌トーク1 [2:44]
  - 台詞：宮藤芳佳（福圓美里）&リネット・ビショップ（名塚佳織）&ペリーヌ・クロステルマン（沢城みゆき）
2. ブックマーク ア・ヘッド [4:05]
  - 作詞：只野菜摘
  - 作曲・編曲：橋本由香利
  - 歌：ペリーヌ・クロステルマン（沢城みゆき）
3. 秘め歌トーク2 [3:10]
  - 台詞：宮藤芳佳（福圓美里）&リネット・ビショップ（名塚佳織）&ペリーヌ・クロステルマン（沢城みゆき）
4. 巴里の屋根の下 [3:28]
  - 作詞：鈴木貴昭
  - 作曲：ラウル・モレッティ
  - 編曲：長谷川智樹
  - 歌：宮藤芳佳（福圓美里）&リネット・ビショップ（名塚佳織）&ペリーヌ・クロステルマン（沢城みゆき）
5. 秘め歌トーク3 [1:22]
  - 台詞：宮藤芳佳（福圓美里）&リネット・ビショップ（名塚佳織）&ペリーヌ・クロステルマン（沢城みゆき）
6. ブックマーク ア・ヘッド [4:05]
  - 作詞：只野菜摘
  - 作曲・編曲：橋本由香利
  - 歌：リネット・ビショップ（名塚佳織）
7. 秘め歌トーク4 [1:02]
  - 台詞：宮藤芳佳（福圓美里）&リネット・ビショップ（名塚佳織）&ペリーヌ・クロステルマン（沢城みゆき）
8. START [3:40]
  - 作詞：yura
  - 作曲・編曲：kohei by SIMONSAYZ
  - 歌：宮藤芳佳（福圓美里）
9. 秘め歌トーク5 [1:09]
  - 台詞：宮藤芳佳（福圓美里）&リネット・ビショップ（名塚佳織）&ペリーヌ・クロステルマン（沢城みゆき）
10. Friend-Ship [4:24]
  - 作詞：yura
  - 作曲・編曲：橋本由香利
  - 歌：リネット・ビショップ（名塚佳織）
11. 秘め歌トーク6 [0:47]
  - 台詞：宮藤芳佳（福圓美里）&リネット・ビショップ（名塚佳織）&ペリーヌ・クロステルマン（沢城みゆき）
12. Le ciel bleu [5:10]
  - 作詞：yura
  - 作曲・編曲：橋本由香利
  - 歌：ペリーヌ・クロステルマン（沢城みゆき）
13. 秘め歌トーク7 [1:36]
  - 台詞：宮藤芳佳（福圓美里）&リネット・ビショップ（名塚佳織）&ペリーヌ・クロステルマン（沢城みゆき）
14. ブックマーク ア・ヘッド [4:05]
  - 作詞：只野菜摘
  - 作曲・編曲：橋本由香利
  - 歌：宮藤芳佳+（=宮藤芳佳&山川美千子）（福圓美里&佐藤有世）
15. 秘め歌トーク8 [1:34]
  - 台詞：宮藤芳佳（福圓美里）&リネット・ビショップ（名塚佳織）&ペリーヌ・クロステルマン（沢城みゆき）
16. トライアングル・スクランブル [4:05]
  - 作詞：三浦誠司
  - 作曲・編曲：Funta7
  - 歌：宮藤芳佳（福圓美里）&リネット・ビショップ（名塚佳織）&ペリーヌ・クロステルマン（沢城みゆき）

### 5 フランチェスカ&シャーロット
歌は、フランチェスカ・ルッキーニ（斎藤千和）とシャーロット・E・イェーガー（小清水亜美）。2009年4月15日発売。
3曲目（TRACK 5）に収録されている「ムーンライト・セレナーデ」は、グレン・ミラーが作曲した同楽団の代表曲をカバーしたものである。
1. 秘め歌トーク1 [1:35]
  - 台詞：フランチェスカ・ルッキーニ（斎藤千和）&シャーロット・E・イェーガー（小清水亜美）
2. ブックマーク ア・ヘッド [4:05]
  - 作詞：只野菜摘
  - 作曲・編曲：橋本由香利
  - 歌：シャーロット・E・イェーガー（小清水亜美）
3. 秘め歌トーク2 [1:41]
  - 台詞：フランチェスカ・ルッキーニ（斎藤千和）&シャーロット・E・イェーガー（小清水亜美）
4. 眠り姫のワルツ [4:23]
  - 作詞：辻純更
  - 作曲・編曲：末廣健一郎
  - 歌：フランチェスカ・ルッキーニ（斎藤千和）
5. 秘め歌トーク3 [2:06]
  - 台詞：フランチェスカ・ルッキーニ（斎藤千和）&シャーロット・E・イェーガー（小清水亜美）
6. ムーンライト・セレナーデ [4:25]
  - 作詞：鈴木貴昭
  - 作曲：グレン・ミラー
  - 編曲：川田瑠夏
  - 歌：フランチェスカ・ルッキーニ（斎藤千和）&シャーロット・E・イェーガー（小清水亜美）
7. 秘め歌トーク4 [2:22]
  - 台詞：フランチェスカ・ルッキーニ（斎藤千和）&シャーロット・E・イェーガー（小清水亜美）
8. No One Knows M [4:09]
  - 作詞：辻純更
  - 作曲・編曲：川田瑠夏
  - 歌：シャーロット・E・イェーガー（小清水亜美）
9. 秘め歌トーク5 [0:24]
  - 台詞：フランチェスカ・ルッキーニ（斎藤千和）&シャーロット・E・イェーガー（小清水亜美）
10. ブックマーク ア・ヘッド [4:05]
  - 作詞：只野菜摘
  - 作曲・編曲：橋本由香利
  - 歌：フランチェスカ・ルッキーニ（斎藤千和）
11. 秘め歌トーク6 [1:55]
  - 台詞：フランチェスカ・ルッキーニ（斎藤千和）&シャーロット・E・イェーガー（小清水亜美）
12. Guilty Optimists [4:16]
  - 作詞：三浦誠司
  - 作曲：冨田暁子
  - 編曲：草野よしひろ
  - 歌：フランチェスカ・ルッキーニ（斎藤千和）&シャーロット・E・イェーガー（小清水亜美）